# Alan Wake
Alan Wake è un videogioco di genere avventura dinamica e survival horror, sviluppato da Remedy Entertainment e pubblicato originariamente il 14 maggio 2010 per Xbox 360, poi portato anche su Microsoft Windows in versione digitale il 16 febbraio 2012. La versione retail per Microsoft Windows è invece uscita il 2 marzo 2012. Il protagonista è modellato sull'attore finlandese Ilkka Villi.
Una versione rimasterizzata di Alan Wake, prodotta e pubblicata da Remedy in collaborazione con Epic Games, è stata distribuita il 5 ottobre 2021 per Microsoft Windows, Xbox One, Xbox Series X e Series S, PlayStation 4 e PlayStation 5. Dopo undici anni dalla sua pubblicazione originale, Alan Wake è dunque arrivato anche sulle console di Sony.
Nel 2012 è stato realizzato uno spin-off intitolato Alan Wake's American Nightmare. Un sequel del gioco venne inizialmente programmato, ma fu cancellato e divenne la base e ispirazione per un titolo a sé stante, Quantum Break (2016). Successivamente, la Remedy ha distribuito Control (2019), ambientato nello stesso universo di Alan Wake. Il 10 dicembre 2021 viene ufficialmente annunciato nuovamente il sequel diretto del gioco, Alan Wake II,, distribuito il 27 ottobre 2023.

## Trama

### Episodio 1: L'incubo
Alan Wake, scrittore statunitense, inizia la sua storia raccontando un suo sogno. Di notte, sfrecciando con la macchina diretto ad un faro, investe ed uccide accidentalmente un autostoppista, che di lì a poco viene posseduto da una Presenza oscura, avvolto nell'ombra e armato di un'ascia, rivelandogli di essere un personaggio dei suoi romanzi e accusandolo di essere uno scrittore scadente. Fuggendo, Alan viene avvicinato da una luce abbagliante, che gli spiega come sconfiggere le tenebre e le persone che, come l'autostoppista, vengono possedute, avvertendolo che la Presenza oscura verrà a cercarlo con le sembianze di una donna, Barbara. Alan raggiunge il faro, ma qualcosa di mostruoso piomba su di lui sibilando: "È qui!".
Alan si risveglia di colpo accanto alla moglie Alice nella loro auto, a bordo di un traghetto giunto alla cittadina di Bright Falls, dove la coppia ha deciso di trascorrere una vacanza per rilassarsi; in particolare lo scrittore soffre ormai da due anni di un blocco creativo che gli impedisce di lavorare. Ottenute le chiavi da una misteriosa donna vestita a lutto alla tavola calda del posto, si sistemano in un cottage su un isolotto che sorge su Cauldron Lake, l'immenso lago vicino alla cittadina. Tuttavia, Alan scopre che Alice gli aveva procurato una macchina da scrivere e aveva preso contatti con il dottor Emil Hartman, uno psicologo per artisti, per aiutarlo a combattere il suo blocco pensando di fargli cosa gradita. Infuriato perché non aveva nessuna intenzione di pensare al lavoro durante la vacanza, Alan si allontana dalla casa per sbollire ma, attirato dalle improvvise urla di Alice, torna di corsa nel cottage. Affacciatosi sul retro la scorge sott'acqua nel lago e si tuffa.
Alan rinviene ferito nella sua macchina, distrutta a causa di un incidente del quale però non ha memoria. Poco dopo, trova le pagine di un manoscritto intitolato Departure, del quale è egli stesso l'autore, ma che non ricorda di aver scritto. Cercando aiuto incontra Carl Stucky (il suo vero affittuario che, alla tavola calda, aveva cercato invano di consegnargli le chiavi del vero cottage prenotato dalla coppia, che ormai era già partita), il quale, avvolto come da una misteriosa ombra scura, assieme a orde di posseduti - ovvero operai e boscaioli del luogo - lo bracca, fino a quando non viene ucciso nei pressi della propria stazione di servizio. Realizzando che dal tuffo nel lago per salvare Alice al risveglio nella sua auto è passata un'intera settimana, Alan chiama lo sceriffo Sarah Breaker, evitando di raccontare le assurde cose che ha visto durante la notte e limitandosi a denunciare la scomparsa della moglie. Ma quando le racconta dell'isola su Cauldron Lake, apprende che è stata distrutta da un'eruzione vulcanica più di 35 anni prima: difatti quando ritorna sul posto insieme allo sceriffo, non trova nessuna traccia del luogo in cui alloggiava con Alice.

### Episodio 2: Posseduti
New York, 3 anni prima: in seguito a un blackout nel loro appartamento, Alan regala ad Alice, da sempre acluofobica, un vecchio interruttore portatile che gli aveva dato sua madre quando era piccolo per aiutarlo a scacciare i mostri quando faceva buio, il "Clicker".
Bright Falls, oggi: dopo un breve interrogatorio con lo sceriffo, Alan viene contattato per telefono alla centrale da uno sconosciuto che dice di essere il rapitore di Alice, e gli intima di raggiungerlo a mezzanotte a Lover's Peak. Dopo un breve battibecco col dottor Hartman, memore del litigio con la moglie la notte in cui scomparve, Alan viene prelevato dalla stazione di polizia dal suo manager e migliore amico Barry Wheeler, giunto a Bright Falls dopo aver cercato inutilmente di contattare l'amico per una settimana, e lo informa della situazione. Barry tuttavia è scettico e lo prende per esaurito.
Affittato un cottage da Rusty, il guardiacaccia locale, Alan si reca quella sera al luogo dell'appuntamento, braccato nuovamente dalla Presenza Oscura e dai posseduti, tra cui lo stesso Rusty, che Alan è costretto a uccidere. Messo alle strette, Alan viene aiutato da quello che riconosce come il rapitore, che chiede il manoscritto come riscatto per Alice. Dopo una breve colluttazione il rapitore fugge, per poi ricontattare Alan dicendogli di presentarsi due giorni dopo alla miniera di carbone per lo scambio.
Al mattino Rose, la giovane cameriera della tavola calda e grande fan di Alan, chiama Barry dicendogli di avere lei il manoscritto. Accanto a lei però c'è la misteriosa donna vestita di nero.

### Episodio 3: Riscatto
Mentre Alan e Barry si recano da Rose, il secondo espone il risultato di alcune ricerche che ha fatto su Bright Falls: i precedenti occupanti del cottage di Cauldron Lake erano Thomas Zane, un noto poeta e scrittore, e la sua amante Barbara Jagger, entrambi scomparsi misteriosamente in seguito all'eruzione negli anni settanta.
Arrivati alla roulotte di Rose, ad Alan e Barry viene offerto un tè che però li narcotizza. Alan riprende i sensi durante la notte vicino a Barry ancora incosciente e ad una Rose in stato di shock, ma nel frattempo il proprietario del camping, allarmato dal prolungato soggiorno dei due sconosciuti dalla ragazza, aveva chiamato la polizia. Alan viene così inseguito dallo spietato agente Nightingale, un poliziotto senza scrupoli e dal grilletto facile, e attaccato da poliziotti posseduti dalla Presenza oscura.
Il giorno seguente, Alan si reca alla miniera di carbone per incontrare il rapitore, ma dopo averlo atteso invano per tutto il giorno, l'uomo viene richiamato da questi, che gli intima di raggiungere un nuovo punto di osservazione, Mirror Peak, minacciando sua moglie. Quando però Alan arriva sul posto, il rapitore gli confessa di non avere Alice. Improvvisamente i due vengono assaliti da una nube di oscurità, ma Alan evita di farsi portare via grazie alla luce di un bengala che aveva con sé, finendo nell'acqua del fiume sottostante e venendo tratto in salvo da qualcuno.

### Episodio 4: La verità
Alan si sveglia presso la clinica di Hartman, dal quale gli viene spiegato che tutte le sue visioni di "oscurità" e "creature d'ombra" sono solo un'allucinazione dovuta ai sensi di colpa per il suicidio della moglie, ma lui sente che il dottore gli sta nascondendo qualcosa. Tra gli artisti ricoverati ci sono i fratelli Anderson, Thor e Odin, due ex rock star che raccontano ad Alan di come l'oscurità li abbia usati e privati dei loro ricordi. Prima di dimenticare, i due hanno scritto ciò che sapevano e nascosto tutto nella loro vecchia fattoria.
Inoltre, Alan scopre che il rapitore si chiamava Mott e lavorava per Hartman, che aveva orchestrato il finto rapimento di Alice per impossessarsi del manoscritto, che riteneva avere poteri magici (in effetti, gli eventi raccontati nelle pagine trovate si erano avverati). Il dottore viene poi minacciato da Alan e lo convince a sfruttare il manoscritto per fini superiori, ma la Presenza oscura colpisce con violenza il suo ufficio e Alan nella confusione vi rinchiude Hartman, abbandonandolo a una fine orribile. Fuggito assieme al sopraggiunto Barry, Alan spiega che il lago ha il potere di avverare ciò che gli artisti creano, ma nelle cui profondità dimora l'oscurità, che aveva manipolato gli Anderson e Thomas Zane e aveva cercato di farlo anche con Alan stesso.
Giunti alla fattoria dopo aver sconfitto dei posseduti, i due ascoltano un disco, il cui testo invita a '"trovare la signora della luce impazzita nella notte"', ovvero Cynthia Weaver, un'anziana donna incontrata alla tavola calda che porta sempre con sé una lanterna e vive nella centrale elettrica locale, considerata da molti un po' "strana" per via della sua avversione ossessiva per il buio.
I due poi approfittano del liquore fatto in casa degli Anderson per sbronzarsi e lasciarsi un po' andare, e qui Alan ricorda tutto: la notte in cui Alice cadde nel lago la Presenza oscura, con le sembianze di un'anziana Barbara Jagger, ovvero la donna vestita di nero che aveva orchestrato tutto, lo persuase a scrivere una storia che potesse salvare la moglie, ma che in realtà l'avrebbe solo resa più potente. Alan, resosi conto dell'inganno anche se in stato di trance, inserì nella trama Thomas Zane che, nelle vesti di un palombaro avvolto nella luce, scacciò la Presenza oscura permettendo ad Alan di fuggire.
Al suo risveglio, Alan si ritrova davanti Nightingale che gli punta addosso la pistola.

### Episodio 5: Il Clicker
Alan e Barry si risvegliano nella cella della stazione di polizia. L'agente Nightingale irrompe con l'intenzione di uccidere Alan, che ritiene responsabile degli orrori avvenuti in città poiché raccontati nelle pagine del suo manoscritto. Lo sceriffo Breaker cerca di fermare Nightingale, che però ricorda di aver letto di questo momento in una pagina, che ne precede l'orribile morte per mano di una nube oscura, che pochi secondi dopo sopraggiunge e lo trascina via. Alan spiega a Sarah che deve raggiungere la centrale elettrica e trovare Cynthia Weaver. La ragazza accetta di aiutarlo e i due attraversano la città allestita per l'imminente Festa del Cervo e completamente infestata dalla Presenza oscura, facendosi aiutare da Barry, ed insieme partono alla volta della centrale sulla diga con un elicottero.
Arrivato sul posto, Cynthia accoglie Alan rivelandogli che lo aspettava da molto tempo e che lei stessa conosceva Zane, di cui era innamorata, e fu testimone di ciò che gli accadde: Zane, conscio dei poteri del lago, scrisse della resurrezione di Barbara Jagger, che era annegata accidentalmente nelle sue acque. Ma cercare facili scorciatoie e tradire la coerenza del racconto ebbe un prezzo: Barbara infatti tornò in vita, ma sotto forma di un involucro per l'oscurità. Poi accadde qualcosa che Cynthia non seppe, e Zane sparì assieme all'isola. Prima però, le diede qualcosa da custodire per Alan. L'oggetto non è altro che il Clicker, assieme a cui Zane lasciò una pagina dove racconta le circostanze in cui Alan ha ricevuto il particolare oggetto da bambino, scrivendo quel segmento della sua vita.

### Episodio 6: Departure
Alan decide di raggiungere da solo il cottage e concludere con un "suo" finale Departure, utilizzando la pagina bianca rimasta inserita nella macchina da scrivere. Il mattino dopo, usando un fuoristrada, si reca verso Cauldron Lake contando di raggiungerlo prima di sera, ma quando arriva ad una breve galleria non illuminata, la Presenza oscura approfitta di quel tratto buio per far calare la notte. Dopo aver raggiunto il lago, superando gli ostacoli posti sulla sua strada dalla Presenza, Alan si getta nel lago stringendo a sé il Clicker.
Rimasto in una sorta di dimensione oscura che ha le sembianze della sua casa a New York, Alan preme il Clicker e l'oscurità viene scacciata dalla luce, dopodiché si avventura in una versione oscura di Cauldron Lake. Il sopraggiunto Zane dice ad Alan che il corpo di Barbara non ha cuore e che dovrà riempirlo con la luce per sconfiggerla, mentre lo scrittore si ritrova di fronte a un suo doppio, il "signor Graffio", dal volto ghignante e poco rassicurante, che secondo Zane incontrerà i suoi amici.
Alan si ritrova nel cuore del lago, circondato da parole che fluttuano nell'aria e che si materializzano se illuminate, dove sente Zane urlare alla sua Barbara che è tornata "sbagliata" e che, preso dalla furia, accoltella al petto la donna, e poi, tra rimorso e follia, indossa la sua tuta da palombaro e si lascia calare nel lago buio con il corpo di Barbara in braccio. Giunto al cottage, Alan si trova di fronte la donna, che gli dice che è inutile provare a fermarla perché lei è più forte di lui. Senza dire una parola, lo scrittore inserisce il Clicker nel buco al centro del petto di Barbara, dove un tempo c'era il suo cuore, e preme l'interruttore. Tutto intorno a lui viene invaso dalla luce.
Rimasto solo, Alan si siede alla macchina e si mette a scrivere, cercando di non commettere l'errore di Zane e mantenere coerente la narrazione, pagandone così il prezzo: Alice riemerge dalle profondità del lago, ma lui rimane intrappolato nell'oscurità, mentre a Bright Falls si svolgono i festeggiamenti per la Festa del Cervo.
In fondo al lago, Alan sta continuando a scrivere seduto alla macchina, ed improvvisamente dice: "Non è un lago... È un oceano."
Dopo i titoli di coda, accompagnati da Space Oddity di David Bowie, compare la frase "Il viaggio di Alan attraverso la notte proseguirà".

## Contenuti scaricabili
La trama principale di Alan Wake si espande attraverso due episodi aggiuntivi distribuiti sotto forma di DLC per la versione Xbox 360, già incluse nel gioco invece per le versioni Microsoft Windows.

### Episodio 7: Il segnale
Alan è intrappolato nel Luogo Buio, il mondo di oscurità dal quale proviene l'"oscura presenza" all'interno del lago. In questo luogo misterioso Alan rivive grottesche sequenze della sua esperienza a Bright Falls senza ricordarsi di averle vissute. In questo "loop mentale" riesce ad insinuarsi la voce di Zane. Sembra volerlo aiutare. Anche lui è da anni prigioniero di quel luogo, ma col tempo ha trovato un modo per comunicare con l'esterno, come fece con Alan mediante i sogni, ed ora può insegnarlo anche a lui. Gli lascia un GPS dicendogli di seguire il segnale che vi compare sopra fino a destinazione. Il tragitto è lungo e si dipana lungo un confuso scenario di frammenti e ricordi che diventa sempre più malato e pericoloso. Ovunque il luogo è disseminato di schermi televisivi che riproducono l'immagine di Alan che racconta cosa sta accadendo in forma apocalittica, come se Alan non potesse realmente scappare da quel luogo. Persino un'immagine fantasmatica di Barry lo accompagna dicendogli come tutto ciò che sta vivendo è solo nella sua testa. È lui a far accadere tutto. Il segnale lo conduce fin verso la riproduzione della sua vecchia casa di New York. Qui incontra Zane. Quest'ultimo gli dice che deve combattere contro sé stesso, che tutto ciò che sta accadendo è lui a farlo accadere e che sta sprofondando sempre di più nell'oscurità. Il sé stesso che vede negli schermi televisivi è la parte di sé che ha deciso di arrendersi, che vuole smettere di lottare contro l'oscurità e lasciarsi andare nell'abisso della propria immaginazione. Per farlo, crea per il sé stesso combattivo una realtà dalla quale è impossibile fuggire. Alan si scontra con decine di schermi televisivi che raffigurano un Alan che dà vita e si abbandona alle sue paure, come un autore che sta iniziando ad odiare la sua stessa creazione. Alan riesce a sconfiggerlo, ma non può ucciderlo. La voce dell'altro Alan proviene da ogni direzione, in un turbine di caos e follia inestinguibile. Alan perde i sensi. Vede Hartman che sembra canzonarlo nel ripetergli "è tutto nella tua testa". Alan si risveglia: è ancora nel cottage, ancora nel cuore del "luogo buio". Forse non c'è veramente scampo.

### Episodio 8: Lo scrittore
Alan è nel giardino della clinica del dottor Hartman. Il suo viaggio attraverso l'oscurità non è ancora finito, ma stavolta sta iniziando a capire come funziona il luogo buio. Proprio per questo riesce a far prevalere la sua volontà di sopravvivere in alcuni frangenti, creandosi delle vie di fuga e riuscendo a stabilire un contatto con Thomas Zane. Questi gli dice che sta andando bene, che la sua volontà potrebbe aiutarlo a riemergere dall'oscurità, ma che dovrà lottare. Come si è visto nel precedente episodio, l'Alan che sta portando avanti questo percorso è una parte dell'interiorità del vero Alan, la parte razionale e combattiva che deve opporsi a quella rinunciataria e autodistruttiva che vuole arrendersi all'oscurità. Ma il vero Alan, il suo corpo fisico, è ancora nel cottage, e quale delle due parti di sé riuscirà a raggiungerlo e possederlo per prima deciderà il fato dell'uomo. Il "luogo buio" sta progressivamente smettendo di assumere connotati riconoscibili attinti dai ricordi di Alan, andando sempre di più a descrivere una realtà allucinata ed impossibile, simile ad un campo di battaglia disseminato di "frammenti di memoria". Ma Alan stavolta ha un obiettivo. In lontananza vede il faro, lo stesso che doveva raggiungere nel sogno avuto all'inizio della storia. Ma la parte di sé autodistruttiva non si dà per vinta continuando a palesarsi in schermi televisivi e a rendere la realtà circostante una trappola mortale per l'Alan razionale. Alan è sempre più distrutto, e chiede a Zane delle spiegazioni: "Cosa sono queste "versioni di sé"? Chi è il signor Graffio? Zane è ancora umano dopo aver passato tanti anni nel "luogo buio"? Sono reale?". Zane risponde dicendo "sei reale quanto qualsiasi cosa in questo posto" e sprona Alan a continuare.
Durante il suo percorso, Alan finisce in una riproduzione dello studio di Emil Hartman. Qui assiste ad un'allucinante seduta psicologica tra l'affermato psicologo ed il sé autodistruttivo (visualizzato come un ibrido col corpo di Alan ed un televisore come testa). In questa seduta si porta avanti l'idea che la cosa migliore sia rimanere nel "luogo buio", che non è altro che una finzione della sua mente, un mondo fittizio e rischioso che Alan si è creato per rendere più reali i propri problemi interiori e giustificare la scarsa attenzione che lo scrittore aveva nei confronti di quelli della moglie. Qui si sente anche la voce di Alice che dice di odiare Alan per come gli abbia reso la vita un inferno, e che spera solo di non vederlo mai più. L'Alan razionale è ferito da questa possibilità e dal dolore che effettivamente ha causato all'amata moglie, ma sa che tutto questo è solo una trappola e si sente spronato a proseguire il suo viaggio verso la salvezza.
Illuminato dalla luce del faro che lo aiuta, Alan lo raggiunge e lo risale. Alla fine della scalinata, Alan trova il faro spento ed una botola che lo porta proprio dinnanzi al cottage. Qui intraprende l'ultima battaglia con l'altra parte di sé che possiede e corrompe il ricordo dei suoi amici scagliandoglieli contro sotto forma di rabbiosi e velocissimi posseduti. Alan sconfigge Hartman, i fratelli Anderson, Barry, ed infine entra nel cottage. A terra vede il suo stesso corpo in preda a deliri. Si china su di lui e vi si ricongiunge. Ora Alan può agire, e sa che non vuole rimanere in quel luogo, né con la mente, né col corpo, come ha fatto invece Zane. Rimuove dalla sua macchina da scrivere l'ultima pagina di Departure e vi inserisce un foglio nuovo, bianco. Inizia così a scrivere un nuovo romanzo intitolato "Return", il seguito di Departure scritto dal grande scrittore Alan Wake.

## Sviluppo
Il gioco ha avuto uno sviluppo travagliato: annunciato all'E3 2005 per PC, nel 2006 Microsoft siglò un accordo con gli sviluppatori, la Remedy Entertainment, e così il gioco divenne esclusiva Windows Vista e Xbox 360.
Del gioco non si ebbero più notizie, ma prima tornò in occasione del lancio a fine 2008 del film di Max Payne con un nuovo trailer, poi all'E3 2009 sotto forma di demo giocabile. All'E3 2009 fu annunciata la sospensione dei lavori della versione per Windows, per concentrare le forze sulla versione Xbox 360.
Tuttavia le ambizioni di Remedy furono stroncate dalle limitazioni dell'hardware di Xbox 360, costringendo gli sviluppatori a scendere a numerosi compromessi tecnici, primo fra tutti, una risoluzione nativa di 960x544 pixel; una delle risoluzioni sub-HD più basse della settima generazione, che rispetto allo standard, 1280x720, perde un totale di quasi 400.000 pixel.
Sfruttando le buone performance antialiasing della scheda grafica Xenos, Remedy è riuscita ad integrare un MSAA 4x allo scopo di ammorbidire al massimo i bordi, e rendere l'evidenza del sub-HD meno marcata. Inoltre, molti accorgimenti sono stati adottati per risparmiare sulle prestazioni della versione Xbox 360, come l'ambient occlusion ridotta e il filtro anisotropico limitato, ma nonostante questo il gioco spesso era vittima di cali di framerate e notevole screen tearing.
Le ambientazioni e le atmosfere del videogioco sono ispirate alla serie televisiva I segreti di Twin Peaks e alle opere di Stephen King, e il gioco presenta numerosi riferimenti ad essi.
Nel maggio 2017 Remedy fa sapere che a causa di un problema di licenza scaduta con la colonna sonora, sia il capitolo principale che lo spin-off sono stati rimossi temporaneamente da alcuni store online. Pochi mesi dopo i problemi legati alle licenze sono stati risolti.

## Colonna sonora
La colonna sonora del gioco è composta da Petri Alanko. Essa contiene brani come War, dei Poets of the Fall, e Space Oddity di David Bowie.
I Poets of the Fall fanno anche una breve comparsa stringendo la mano al conduttore e agli altri ospiti al termine dell'intervista di Wake nell'episodio 6. Space Oddity è stata rimossa, tramite un aggiornamento, il 10 settembre 2024 dalle versioni PC dopo che la relativa licenza è scaduta, venendo sostituita da un nuovo brano originale chiamato Strange Moons, composto da Petri Alanko. Questa modifica non interessa la versione Remastered.
Dal soggetto di Alan Wake è stato realizzato un telefilm dal titolo Bright Falls, una sorta di prequel delle avventure che avverranno nel videogioco. A settembre 2018 è stata annunciata da Remedy, tramite una feature su Variety, la realizzazione di una serie tv. La serie è scritta e portata avanti da Peter Calloway, mentre Sam Lake ne è il produttore esecutivo. La produzione è in collaborazione con Contradiction Films. Lake in un'intervista ha riferito che la serie avrà come punto di partenza e ispirazione la storia del videogioco, ma che ci saranno nuovi elementi e verrà espansa per arrivare a creare un mondo interessante che possa farla durare più stagioni.
Un libro, intitolato Alan Wake, ripercorre l'intera storia del videogioco attraverso le stesse vicende, ma aggiungendoci dettagli e riuscendo a seguire più approfonditamente i personaggi e i risvolti nascosti della trama: è il primo ed unico romanzo scritto da Rick Burroughs. The Alan Wake Files, invece, è un libro contenuto nella Limited Collector's Edition del gioco, scritto da un fittizio Clay Steward, uno scrittore che ha strani sogni e incubi riguardanti Alan Wake e che decide quindi di raccontarli. Nel libro inserisce anche particolari e aggiunte sul protagonista dei suoi sogni e dello stesso videogioco.
Microsoft Studios ha pubblicato un hardcover dove viene descritta tutta la fase di creazione del videogioco, l'ispirazione per Bright Falls, la storia di Remedy, il cast del gioco e lo sviluppo della storia. Il volume si intitola Alan Wake Illuminated.

## Personaggi e doppiatori italiani
| Personaggi             | Doppiatori        |
| ---------------------- | ----------------- |
| Alan Wake              | Alessandro Zurla  |
| Barry Wheeler          | Gianluca Iacono   |
| Sceriffo Sarah Breaker | Lucia Matera      |
| Dott. Emil Hartman     | Marco Pagani      |
| Agente Nightingale     | Ivo De Palma      |
| Rose Marigold          | Loretta Di Pisa   |
| Cyntia Wheaver         | Caterina Rochira  |
| Barbara Jegger         | Elisabetta Cesone |
| Thomas Zane            | Alberto Olivero   |
| Carl Stucky            | Diego Sabre       |
| Pat Maine              | Cesare Rasini     |
| Paul Randolph          | Riccardo Rovatti  |
| Rusty                  | Silvio Pandolfi   |
| Dott. Nelson           | Tony Fuochi       |
| Jimmy Jones            | Oliviero Corbetta |
| Thor Anderson          | Pietro Ubaldi     |
| Odin Anderson          | Oliviero Corbetta |
| Rapitore               | Daniele Demma     |
| Alice Wake             | Aglaia Zannetti   |

## Spin-off
Uno spin-off del gioco è stato annunciato alla premiazione dei Videogame Awards 2011. Si tratta di Alan Wake's American Nightmare, ed è disponibile per il download su GOG.com, Steam (Valve), Xbox Live Arcade e Origin. Nonostante la trama segua direttamente gli eventi del primo gioco e dei suoi DLC, gli sviluppatori asseriscono che non si tratta propriamente di un Alan Wake 2.
Al PlayStation State of Play 2020, Remedy ha presentato la sua seconda espansione per il gioco Control, 'AWE'. All'interno del trailer di lancio ci sono chiari riferimenti al mondo di Alan Wake e si vede anche la presenza dello stesso Alan.
Di fatti all'interno di Control ci sono tanti rimandi, citazioni ed easter egg, relativi ad Alan Wake. Sono tutti elementi e conferme che fanno capire come entrambi i titoli facciano parte dello stesso universo di gioco. In AWE ci sono collegamenti diretti con Alan Wake e sono raccontati alcuni retroscena del gioco. Infatti gli eventi accaduti nel 2010 in Alan Wake sono al centro di un'indagine del Federal Bureau of Control

## Il sequel cancellato
Nel 2015, la testata Polygon, pubblicò sul proprio canale YouTube un gameplay del prototipo di Alan Wake 2, fornito proprio da Remedy stessa. Il gameplay si presenta sostanzialmente come quello del primo capitolo, con l'aggiunta di nuove animazioni e di un'intelligenza artificiale nettamente migliorata (segno che Remedy ci aveva lavorato per diverso tempo). L'ambientazione mostrata nel gameplay è il deserto dell'Arizona, riutilizzata poi per lo spin off del 2012, Alan Wake's American Nightmare. Lake disse che del sequel erano stati strutturati i personaggi, la storia e i dettagli del mondo di gioco. Aggiunse inoltre che in Alan Wake 2 avrebbe continuato la storia dal cliffhanger dove terminava il titolo originale e il giocatore avrebbe avuto la possibilità di ridisegnare il mondo che lo circondava.
Remedy dichiarò di aver iniziato a lavorare al concept del gioco subito dopo la pubblicazione del primo capitolo: presentò il progetto a Microsoft che, tuttavia, non lo approvò chiedendo all'azienda finlandese di creare una nuova IP che sarebbe diventata di loro proprietà (Remedy detiene i diritti di Alan Wake). Nessun publisher si dimostrò interessato al gioco.
Remedy riutilizzò allora parte delle idee e delle meccaniche per un nuovo videogioco, e dalle ceneri di Alan Wake 2 nacque così Quantum Break, pubblicato per PC e Xbox One nel 2016. Dopo la pubblicazione di Quantum Break la Remedy discusse con diversi partner la possibilità di sviluppare il seguito, dato che, secondo le parole di Lake il passare del tempo affinava le idee e rendeva il progetto più interessante.
Remedy ha dichiarato di avere molto a cuore Alan Wake e di voler realizzare un sequel, a patto di trovare sia i finanziatori per il progetto, sia un concept base.
A luglio 2019, in un'intervista a IGN il creatore Sam Lake ha affermato di voler realizzare il progetto e che dopo ogni loro titolo hanno sviluppato dei prototipi del gioco. Di fatti dopo Quantum Break non rimasero convinti né Remedy, né i partner, del concept e il lavoro fu accantonato per iniziare lo sviluppo di Control. Il gioco comunque rimane da sempre nelle idee di Remedy, perché la compagnia né è molto affezionata. Sempre a luglio hanno anche dato la notizia della ri acquisizione della proprietà intellettuale su Alan Wake. Sam Lake ha confermato le parole degli investitori dal suo account Twitter, scrivendo in un post "Remedy Games ora detiene i diritti di pubblicazione di Alan Wake".
L'8 ottobre 2020 viene aggiornata, dopo dieci anni, la pagina Facebook del fittizio gruppo Old Gods of Asgard, la band composta dai fratelli Odin e Tor Anderson, anziani rockettari che nel gioco originale si trovano in cura presso la clinica di Emil Hartman a Cauldron Lake per demenza senile.

## Alan Wake: Remastered
Il 9 settembre 2021, in occasione del Playstation Showcase, viene annunciata una versione rimasterizzata di Alan Wake, pubblicata, oltre che per PC e console della famiglia Xbox, anche per PS4 e PS5, e distribuita sul mercato il 5 ottobre successivo. A sorpresa, poche settimane dopo viene pubblicata anche la versione per Nintendo Switch, che va a completare le modalita di fruizione del titolo sulle console di nuova generazione. Le vendite sono sotto le aspettative.

## Alan Wake II
Il 10 dicembre 2021, durante i The Game Awards è ufficialmente annunciato Alan Wake II, dopo oltre dieci anni dal primo capitolo. Il gioco, che vede ancora una volta protagonista Alan (interpretato dall'attore finlandese Ilkka Villi), è stato pubblicato nell'ottobre 2023 su Xbox Series X/S, PlayStation 5 e Microsoft Windows (su quest'ultimo in esclusiva per Epic Games Store).
Sam Lake, in una breve intervista diffusa subito dopo il reveal trailer del gioco, ha inoltre rivelato che si tratta di un survival horror, a differenza del primo capitolo che era un action-adventure.